# 사도시마 시로
사도시마 시로(일본어: 佐渡島 志郎, 1953년 10월 23일 ~ )는 일본의 외교관이다. 외무성 국제협력국장, 주방글라데시 특명전권대사를 거쳐 2015년부터 2019년까지 주태국 특명전권대사를 역임했다.

## 인물
후쿠오카현에서 태어나 후쿠오카 현립 슈유칸 고등학교를 거쳐 1977년에 도쿄 대학 법학부를 졸업하고 외무성에 입성했다. 중국어 연수를 받은 ‘차이나 스쿨’ 출신이다.

## 주요 경력
- 1994년 7월 : 주베트남 일본대사관 참사관[4][5]
- 1996년 7월 : 외무성 경제협력국 유상자금협력과장[4][5]
- 1998년 9월 : 외무성 아시아국 중국과장[4][5]
- 2000년 8월 : 주오스트레일리아 일본대사관 참사관[4][5]
- 2001년 1월 : 주오스트레일리아 공사[4][5]
- 2002년 8월 : 주홍콩 일본총영사관 영사[4][5]
- 2004년 7월 : 외무성 경제협력국 참사관[4][5]
- 2004년 8월 : 외무성 국제사회협력부 참사관(겸임)[4][5]
- 2006년 1월 : 외무성 아시아 대양주국 참사관(겸임)[4][5]
- 2006년 3월 : 외무성 경제협력국, 국제사회협력부[4][5]
- 2006년 5월 : 외무성 아시아 대양주국 심의관[4]
- 2006년 8월 : 외무성 아시아 대양주국 남부아시아부 심의관(겸임)[4]
- 2007년 8월 : 국제협력기구 총무부장[4][5]
- 2009년 7월 : 국제협력기구 이사[2][4][5]
- 2010년 1월 : 외무성 국제협력국장[4][5]
- 2011년 9월 1일 : 주방글라데시 특명전권대사[6], 같은 해 10월 11일자로 부임[4]
- 2015년 3월 17일 : 주태국 특명전권대사[7], 같은 해 4월 26일자로 부임[8]